# على تلال الله
على تلال الله هي رواية للكاتب والأكاديمي الفلسطيني إبراهيم فوال. حازت الرواية الأولى للكاتب والتي صدرت باللغة الإنجليزية عام 1998، على جائزة أوكلاند للتميز في الأدب من مؤسسة القلم، وترجمت إلى اللغتين العربية والألمانية.

## ملخص الرواية
رواية على تلال الله للكاتب فوال، تحكي قصة مأساة الفلسطينيين في نكبة 1948، وتروي حياة يوسف، الشاب الفلسطيني الذي فقد وطنه وأحباءه بسبب التهجير القسري. تدور أحداث الرواية في قرية فلسطينية تدعى "أرض الله"، التي تجسد فلسطين قبل وبعد الاحتلال. يوسف، بطل الرواية، يُحارب لاستعادة وطنه ويعيش معاناة تهجيره، وفقدان زوجته سلوى، واختطاف وطنه. الرواية تسلط الضوء على الحب، الفقدان، والتضحيات، وتربط الشخصيات بأحداث تاريخية مثل نكبة 1948، نزوح الفلسطينيين إلى الأردن ولبنان وسوريا، وعمليات المقاومة ضد الاحتلال.
أسلوب الفوال في الرواية يعكس تفصيلات مؤلمة عن فلسطين قبل النكبة، ويروي تجارب شخصية لعائلات فلسطينية تعرضت للتهجير والعنف، حول مصير هؤلاء الناس بعد النكبة، وكيفية إعادة بناء حياتهم وسط الوجع المستمر.